# Feliks Banasiński
Feliks Banasiński (ur. 18 września 1895 w Jurkowie, zm. ?) – kawaler Orderu Virtuti Militari, w 1936 pozbawiony stopnia majora piechoty w stanie spoczynku Wojska Polskiego za niespłacanie długów i nadużywanie munduru w celu wyłudzania pieniędzy.

## Życiorys
Urodził się 18 września 1895 w Jurkowie, w ówczesnym powiecie pińczowskim guberni kieleckiej, w rodzinie Wincentego i Józefy z Czerwińskich. Do szkoły powszechnej uczęszczał we wsi Niedźwiedź. W czerwcu 1914 zakończył zdanym egzaminem maturalnym naukę w ośmioklasowym gimnazjum w Kielcach. Po wybuchu I wojny światowej wyjechał do Kijowa, gdzie zamierzał rozpocząć studia.
2 stycznia 1915 wstąpił do armii rosyjskiej. Walczył w szeregach 403 Wolskiego Pułku Piechoty . Awansował na podporucznika i porucznika (1 maja 1915). W 1916 został ranny w nogę. W 1917 zgłosił się do I Korpusu Polskiego w Rosji. Służył w 1 Pułku Strzelców Polskich .
Od listopada 1918 w Wojsku Polskim. W czasie wojny z bolszewikami dowodził III batalionem 36 Pułku Piechoty. 19 sierpnia 1920 został zatwierdzony z dniem 1 kwietnia 1920 w stopniu kapitana, w piechocie, w grupie oficerów byłych Korpusów Wschodnich i byłej armii rosyjskiej.
Po zakończeniu dział wojennych pozostał w wojsku jako oficer zawodowy i kontynuował służbę w macierzystym 36 pp. 3 maja 1922 został zweryfikowany w stopniu kapitana ze starszeństwem z 1 czerwca 1919 i 148. lokatą w korpusie oficerów piechoty. Później został przeniesiony do 2 Pułku Piechoty Legionów w Pińczowie na stanowisko pełniącego obowiązki dowódcy I batalionu w Staszowie. W lipcu 1924 został przydzielony z 2 pp Leg. do Oddziału II Sztabu Generalnego w Warszawie. 1 grudnia 1924 prezydent RP nadał mu stopień majora z dniem 15 sierpnia 1924 i 21. lokatą w korpusie oficerów piechoty. W marcu 1927 został przeniesiony z 31 Pułku Piechoty w Łodzi do 53 Pułku Piechoty w Stryju na stanowisko dowódcy I batalionu. W kwietniu 1928 został przeniesiony do kadry oficerów piechoty z równoczesnym oddaniem do dyspozycji dowódcy Okręgu Korpusu Nr VI. Z dniem 30 września 1929 został przeniesiony w stan spoczynku. W 1934, jako oficer stanu spoczynku pozostawał w ewidencji Powiatowej Komendy Uzupełnień Warszawa Miasto III. Posiadał przydział do Oficerskiej Kadry Okręgowej Nr I. Był wówczas „w dyspozycji dowódcy Okręgu Korpusu Nr VII”.
Uczestnik obrony Warszawy w czasie kampanii wrześniowej 1939 roku. Został zaprzysiężony do Służby Zwycięstwu Polski w końcu września 1939 roku. Od października 1939 dowódca wojewódzki SZP. Od stycznia 1940 komendant Okręgu ZWZ Białystok. W sierpniu tego roku został aresztowany przez NKWD.
Był żonaty, miał syna Jaremę Wiesława ps. „Banan” (ur. 5 marca 1930), strzelca batalionu Zaremba-Piorun w powstaniu warszawskim.

## Ordery i odznaczenia
- Krzyż Srebrny Orderu Wojskowego Virtuti Militari nr 1517[1] – 26 marca 1921[23]
- Krzyż Walecznych dwukrotnie[24]
- Medal Pamiątkowy za Wojnę 1918–1921[9]
- Medal Dziesięciolecia Odzyskanej Niepodległości[9]
- Medal Zwycięstwa[9]
- Order Świętego Jerzego 4 stopnia nr 15924 – 2 lipca 1917[10]
- Order Świętego Stanisława 3 stopnia z mieczami i kokardą – 30 kwietnia 1917[10]
- Order Świętej Anny 4 stopnia z napisem „Za odwagę” – 22 lutego 1916 i 12 stycznia 1917[10]